# Мухаммад Тоган-хан
Мухаммад Тоган-хан (д/н — 1026) — великий каган Государства караханидов, руководивший им с 1024 по 1026 года. Также известен как Ахмед II Тогон-хан.

## Биография
Происходил из династии Караханидов. Сын Харуна Бугра-хана. В ряде источников назван Ахмедом. О молодых годах мало сведений. Лишь в 1017 году получил отцовский титул младшего правителя от великого кагана Мансур Арслан-хана.
Вскоре начал борьбу со своим братом Юсуф Кадыр-ханом, что негативно сказалось на положении Государства караханидов в целом, однако это не помешало великому кагану 1017 года отразить нападение киданей.
В 1024 году после смерти Мансура стал великим каганом. Но борьба с Юсуфом продолжалась. В 1024 году заключил союз с другим братом — Али, правившим Мавераннахром. В 1025 году потерпел поражение от Махмуда Газневы, союзника Юсуфа Кадыр-хана. В конце концов в 1026 году он погибает, а следующим великим каганом становится его соперник.